# Jilly Cooper

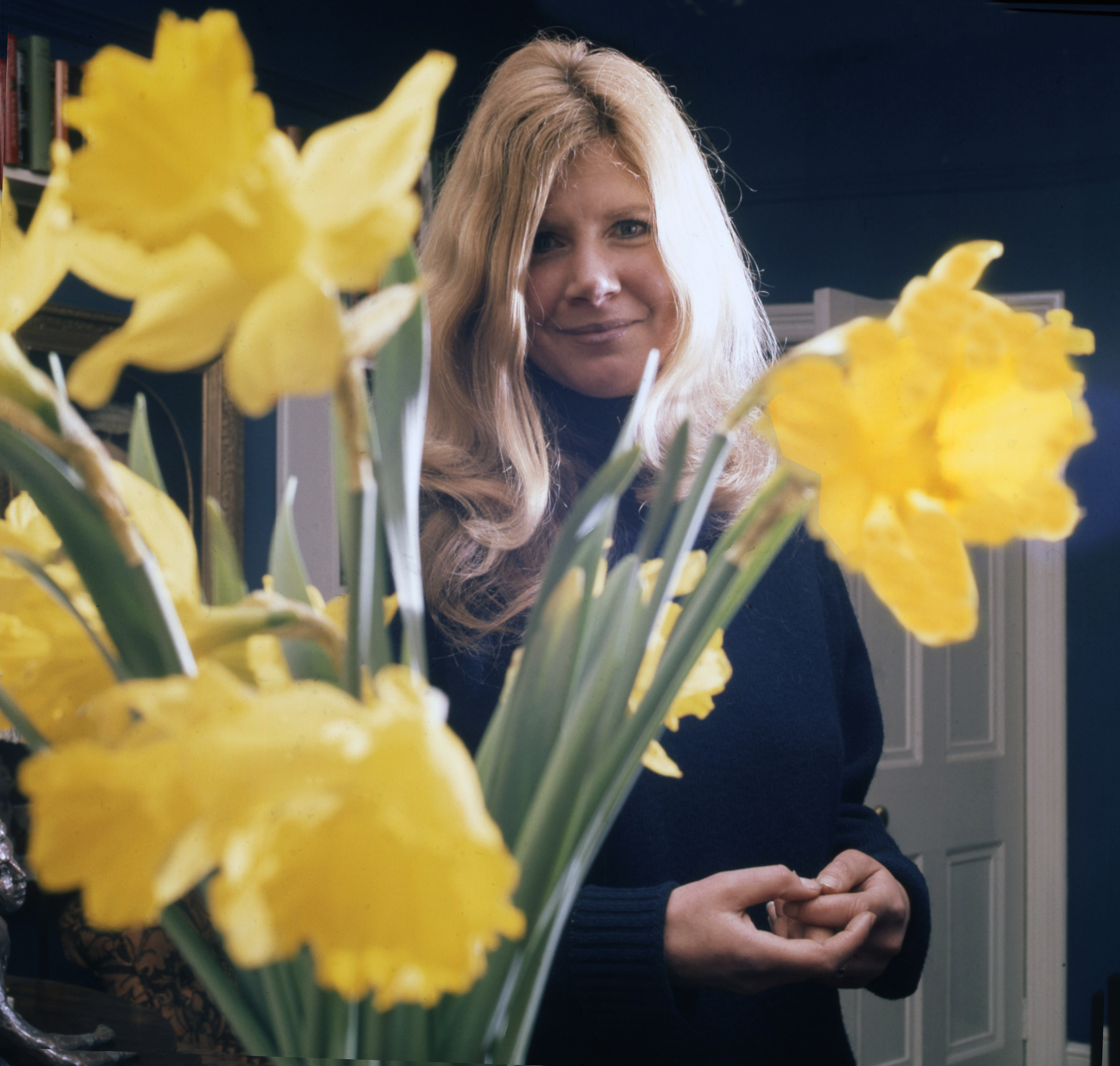
Jilly Cooper, 1975 in London. Photo: Allan Warren.

Dame Jilly Cooper DBE (geborene Sallitt, * 21. Februar 1937 in Hornchurch, Essex) ist eine britische Bestseller-Autorin.
Sie begann ihre Karriere als Journalistin und schrieb zahlreiche Sachbücher, bevor sie mehrere Liebesromane schrieb, von denen der erste 1975 erschien (Emily). Cooper schrieb auch eine Reihe von Kinderbüchern mit der Heldin Little Mabel. Die größte Bekanntheit erreichte sie mit den Rutshire Chronicles, einer Serie von Liebesromanen über die britische Upperclass.
Im Laufe ihrer Karriere hat Cooper mehrere Bestseller geschrieben und mehr als 11 Millionen Bücher verkauft.

## Leben
Jilly Sallitt wurde in Hornchurch, Essex, England, als Tochter von Mary Elaine (geb. Whincup) und Brigadier W. B. Sallitt geboren. Sie wuchs in Ilkley und Surrey auf und wurde an der Moorfield School in Ilkley und der Godolphin School in Salisbury unterrichtet.
Sie verbrachte ihre Kindheit in Yorkshire, bevor sie auf ein Internat geschickt wurde. Ihre Karriere begann nicht gut – sie wurde aus 22 aufeinanderfolgenden Jobs entlassen –, aber ihr Durchbruch gelang ihr, als sie eine Kolumne in der Sunday Times bekam und 1969 ihren ersten Ratgeber (How to stay married) veröffentlichte.
1961 heiratete sie Leo Cooper, einen Verleger von Büchern zur Militärgeschichte. Das Paar kannte sich seit 1945 (als Jilly Sallitt etwa acht Jahre alt war), heirateten jedoch erst, als sie 24 und er 27 war. Das Paar konnte auf natürlichem Weg keine Kinder bekommen und adoptierte daher zwei Kinder. Die Ehe der Coopers wurde 1990 stark zerrüttet, als die Verlegerin Sarah Johnson enthüllte, dass sie und Leo schon seit mehreren Jahren eine Affäre hatten, doch Jilly und Leo kamen schließlich wieder zusammen. In den 1980er Jahren verließ das Paar Putney im Südwesten Londons und zog nach The Chantry, einem alten Herrenhaus in Gloucestershire. Ihr Mann Leo starb 2013 im Alter von  79 Jahren.
Cooper hat erklärt, dass sie ein Fußballfan ist und Leeds United unterstützt hat als sie in Yorkshire lebte. Sie ist auch eine Unterstützerin der Conservative Party (Tories).
Im Rahmen der New Year Honours 2024 wurde sie als Dame Commander des Order of the British Empire geadelt.

## Auszeichnungen
- 2016: International Recognition Award des Irish Book Award

## Werke

### Sachbücher
- How to Stay Married (1969)
- How to Survive from Nine to Five (1970)
- Jolly Super (1971)
- Men and Super Men (1972)
- Jolly Super Too (1973)
- Women and Super Women (1974)
- Jolly Superlative (1975)
- Supermen and Superwomen (1976)
- Work and Wedlock (1977)
- Superjilly (1977)
- The British in Love (1979)
- Class: A View from Middle England (1979)
- Supercooper (1980)
- Violets and Vinegar: An Anthology of Women's Writings and Sayings (1980)
- Intelligent and Loyal (1981)
- Jolly Marsupial (1982)
- Animals in War (1983)
- The Common Years (1984)
- On Rugby (1984; with Leo Cooper)
- On Cricket (1985; with Leo Cooper)
- Hotfoot to Zabriskie Point (1985; with Patrick Lichfield)
- Horse Mania! (1986)
- How to Survive Christmas (1986)
- Turn Right at the Spotted Dog (1987)
- Angels Rush In (1990)
- Between the Covers (2020)[33]

### Romane
- Emily (1975)
- Bella (1976)
- Harriet (1976)
- Octavia (1977)
- Imogen (1978)
- Prudence (1978)
- Lisa and Co. (1981)

### Little Mabel
- Little Mabel (1980)
- Little Mabel's Great Escape (1981)
- Little Mabel Wins (1982)
- Little Mabel Saves the Day (1985)

### Rutshire Chronicles
- Riders (1986)
- Rivals (1988, auch als Players bekannt)
- Polo (1991)
- The Man Who Made Husbands Jealous (1993)
- Appassionata (1996)
- Score! (1999)
- Pandora (2002)
- Wicked! (2006)
- Jump! (2010)
- Mount! (2016)
- Tackle! (2023)